# Ekelid
Ekelid is een plaats in de gemeente Tidaholm in het landschap Västergötland en de provincie Västra Götalands län in Zweden. De plaats heeft 61 inwoners (2005) en een oppervlakte van 6 hectare. Ekelid wordt omringd door zowel landbouwgrond als bos en bij de plaats kruizen twee kleine wegen elkaar. De bebouwing in het dorp bestaat zo goed als geheel uit vrijstaande huizen. De plaats Ekedalen ligt slechts een paar honderd meter ten oosten van Ekelid en de plaats Tidaholm ligt zo'n tien kilometer ten westen van het dorp.